# Gouvernement Wladimir

Wappen des Gouvernements

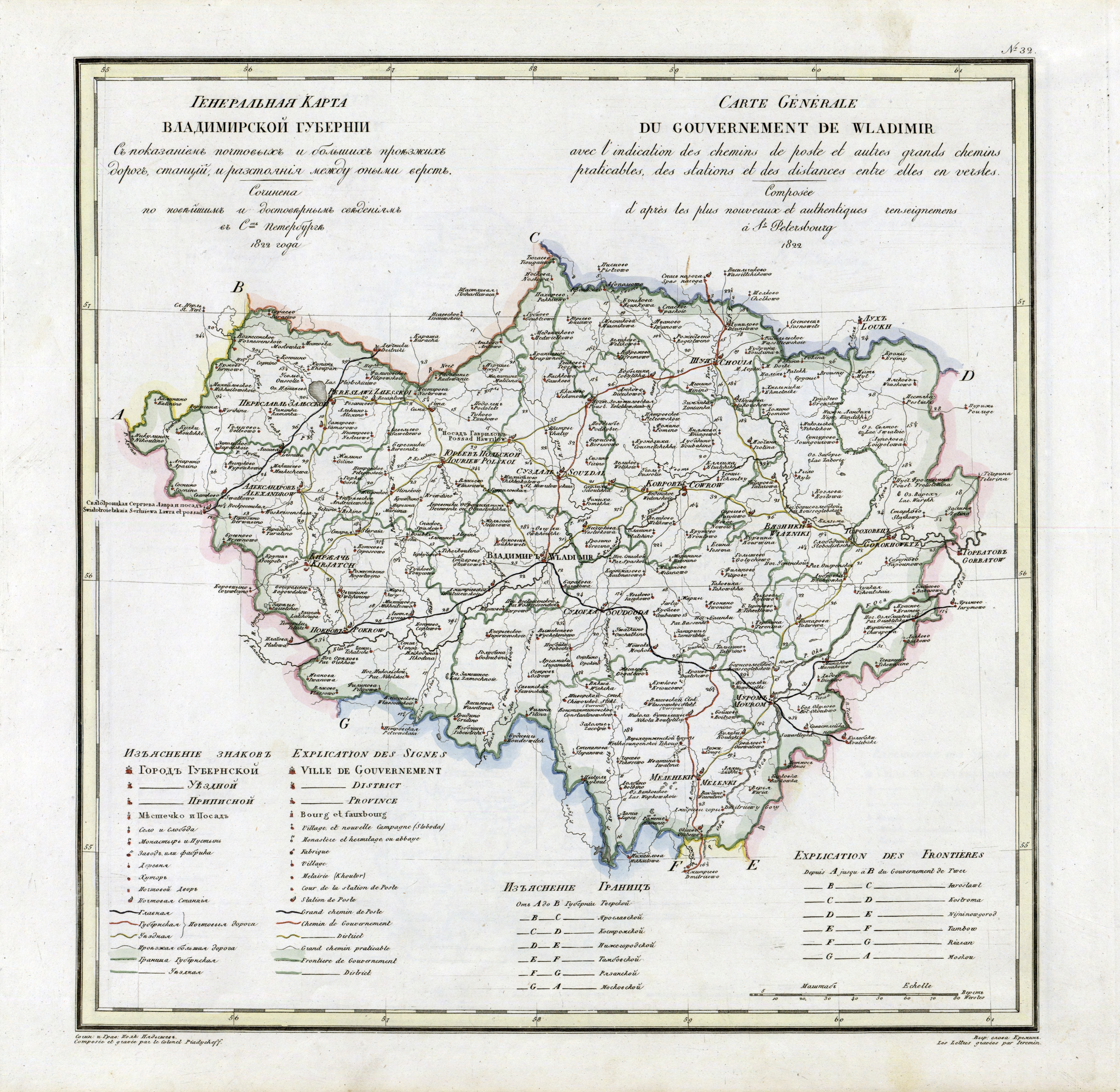
Karte aus dem Jahr 1822 (Russisch-Französisch)

Das Gouvernement Wladimir (russisch Владимирская губерния/Wladimirskaja gubernija) war eine Verwaltungseinheit des Russischen Kaiserreichs und der Russischen SFSR, gelegen im Zentrum des Europäischen Russland. Es bestand von 1796 bis 1929. Die Hauptstadt war Wladimir. Das Gouvernement grenzte im Norden beginnend im Uhrzeigersinn an die Gouvernements Jaroslawl, Kostroma, Nischni Nowgorod, Tambow, Rjasan, Moskau und Twer. 

## Geschichte
Das Gouvernement wurde 1796 aus der Statthalterschaft Wladimir gebildet. Das Gouvernement Wladimir bestand noch bis 1929 als Teil der Russischen SFSR der Sowjetunion. Nach der Auflösung wurde sein Territorium den neuen Verwaltungseinheiten Industrie-Oblast Iwanowo und Nischni Nowgorod zugeschlagen.

## Umfang
Bei der ersten russischen Volkszählung im Jahre 1897 wurden auf 42.831 Quadratwerst (= 48.856 km²) 1.515.691 Einwohner gezählt (31/km²). Die Bevölkerung bestand zu über 99 % aus Russen. Ca. 12 % wohnten in Städten. Die Hauptstadt Wladimir zählte 28.479 Einwohner.
Im Jahre 1926 umfasste das Gouvernement 33.023 km² mit 1.321.140 Einwohnern (40/km²).

## Gliederung
Um 1900 umfasste das Gouvernement 13 Ujesde:
- Alexandrow
- Gorochowez (1924 aufgelöst)
- Jurjew (1925 zum Gouvernement Iwanowo-Wosnessensk)
- Kowrow
- Melenki (1926 aufgelöst)
- Murom
- Pereslawl
- Pokrow (1921 aufgelöst)
- Schuja (1918 zum Gouvernement Iwanowo-Wosnessensk)
- Sudogda (1926 aufgelöst)
- Susdal (1926 aufgelöst)
- Wjasniki
- Wladimir

Später gebildete Ujesde:
- Koltschugino (1920–1924)
- Kirschatsch (1921–1924)
- Gus (1926)